# Туаль

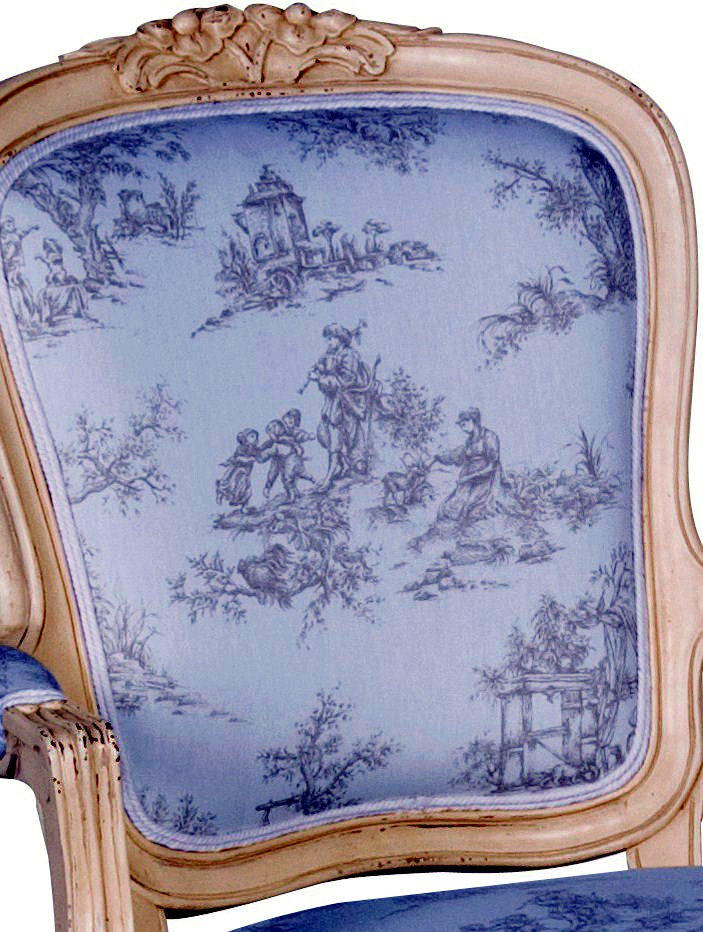
Фото тканини туаль-де-Жуї на кріслі у стилі французької репродукції

Туа́ль (фр. toile de Jouy — «полотно з Жуї») — натуральна бавовняна тканина з набивним малюнком. Слово «туаль» може вживатися щодо самої тканини, одягу, зшитого з цього матеріалу, або типу тканини для оздоблення поверхонь.

## Етимологія
Французьке слово toile («полотно, тканина», зокрема тканина або полотно для малювання) походить через старофр. teile від лат. tela («сітка»).

## Використання

### Туаль де Жуї
«Туаль де Жуї», іноді скорочується просто до «туаль», — це тип декорування, що складається з білого або майже білого тла, на якому є повторюваний візерунок, що зображує досить складну сцену, як правило, на пасторальну тему, наприклад, пара на пікніку біля озера або композиція з квітів. Візерунок зазвичай одного кольору, найчастіше чорного, темно-червоного або синього. Зелені, коричневі та пурпурові туалі зустрічаються рідше. Туаль найчастіше використовується для виготовлення штор та як тканина для обивки меблів, хоча популярні також і туалеві шпалери. Туаль можна використовувати також на постільній білизні, одязі тощо.
Туалі початково вироблялися в Ірландії в середині 18 століття і швидко стали популярними у Британії та Франції. Термін toile de Jouy зародився у Франції наприкінці 18 століття.
Незважаючи на те, що туалі виробляються з того часу постійно, значного зростання популярності вони зазнали близько 2000 року.